# 吉力湖街站
吉力湖街站位于辽宁省沈阳市于洪区，是沈阳地铁9号线的车站，于2019年5月25日随九号线开通而启用，车站名称来源于主体结构上方的西北-东南向道路吉力湖街。

## 车站结构
本站主体位于细河路规划吉力湖街站丁字路口，沿细河路路中呈东西走向，跨路口布置，共设2个出入口。车站形式为地下双层岛式车站，地下一层为站厅层，地下二层为站台层，站台均设有高站台门。

### 站台配置
本站的两个月台以岛式月台的形式排列，列车将开启前进方向的左侧车门。

### 车站楼层
| 1层               | 出入口 | 出入口 |
| B1层              | 站厅   | 乘客服务中心、自动售票机、自动售货机、安检                                                                    |
| B2层              | 站台   | \| \| \| █ 9号线往怒江公园（滑翔） \| \| 島式 · 開左邊车门 \| \| \| \| \| \| █ 9号线往建筑大学（大通湖街） \| |
|                   |        | █ 9号线往怒江公园（滑翔）                                                                                     |
| 島式 · 開左邊车门 |        | |
|                   |        | █ 9号线往建筑大学（大通湖街）                                                                                 |

### 车站出口
本站设置2个出入口，B出入口位于细河路北侧，朝向西南；C出入口位于细河路南侧，朝向西南，地面近C出入口的位置设置无障碍电梯。
| 出口编号 | 出口指示 | 建议前往的目的地                                           |
| -------- | -------- | ---------------------------------------------------------- |
| 出口 · B |          | 细河路、中铁18局、国惠环保新能源有限公司、碧桂园银河城星座 |
| 出口 · C |          | 吉力湖街、碧桂园银河城锦园、水调歌城三期                   |

## 接驳交通
| 吉力湖街地铁站（站位位于细河路，C出入口旁） \| 编号 \| 编号 \| 线路 \| 线路 \| 线路 \| 收费 \| 运营商 \| 备注 \| \| ---- \| ------- \| ---------------- \| ---- \| -------------------- \| ---- \| ------------ \| -------- \| \| \| 129支线 \| 金奥新城 \| ⇆ \| 腾飞二街飞翔路 \| 2元 \| 安运公交 \| 定时班车 \| \| \| 269 \| 细河路南阳湖街 \| ⇆ \| 沈阳北站 \| 2元 \| 地铁巴士西区 \| \| \| \| 307 \| 滑翔地铁站 \| ⇆ \| 铁西宝马公共交通枢纽 \| 2元 \| 经纬巴士 \| \| \| \| V133 \| 吉力湖一街阳光路 \| ⇆ \| 东北制药 \| 2元 \| 安运巴士 \| 定时班车 \| |         |                  |      |                      |      |              |          |
| 编号 | 编号    | 线路             | 线路 | 线路                 | 收费 | 运营商       | 备注     |
| | 129支线 | 金奥新城         | ⇆    | 腾飞二街飞翔路       | 2元  | 安运公交     | 定时班车 |
| | 269     | 细河路南阳湖街   | ⇆    | 沈阳北站             | 2元  | 地铁巴士西区 |          |
| | 307     | 滑翔地铁站       | ⇆    | 铁西宝马公共交通枢纽 | 2元  | 经纬巴士     |          |
| | V133    | 吉力湖一街阳光路 | ⇆    | 东北制药             | 2元  | 安运巴士     | 定时班车 |

## 利用状况
本站位于于洪区细河路下方，附近有碧桂园银河城、永盛水调歌城等大型居民小区，也有小型的社区商业或者社区购物中心，因此附近居民客流较大，也有部分乘客选择在本站换乘公交前往于洪新城和沈辽路等地。

## 历史
- 2019年5月25日 - 本站随9号线开通启用。